# Trębowiec-Krupów
Trębowiec-Krupów (dawniej Krupów) – wieś w Polsce położona w województwie świętokrzyskim, w powiecie starachowickim, w gminie Mirzec.
W latach 1975–1998 miejscowość administracyjnie należała do województwa kieleckiego.
Wierni Kościoła rzymskokatolickiego należą do parafii św. Leonarda w Mircu.

## Historia
W wieku XIX Krupów, wieś włościańska powiat iłżecki, gmina i parafia Mirzec. 
W roku 1883 wieś posiadała 8 domów, 80 mieszkańców, 108 mórg obszaru.
W 1827 r. była ta osada młyńska własność duchowna, miała 2 domy 12 mieszkańców.
Nazwę Krupów nosi też błoto we wsi Seredzice, w powiecie iłżeckim